# Terry-Thomas
Terry-Thomas (Finchlay, 10 de julho de 1911 – Surrey, 8 de janeiro de 1990) foi um ator britânico nascido na Inglaterra.

## Biografia
Nascido Thomas Terry Hoar Stevens, ele inverteu a ordem original do seu nome e passou a assinar Terry-Thomas. Foi açougueiro, administrador de empresas e professor de dança antes de estrear no palco em 1939, em um clube noturno inglês.
No cinema ele começou em 1949 e se especializou em um tipo único: o londrino ignorante e esnobe. Na televisão conquistou o sucesso em 1956 e chegou a ter um programa na BBC com o seu nome.
A estréia em Hollywood foi em O Pequeno Polegar em 1958, formando dupla com Peter Sellers. Outros filmes de sucesso foram Deu a Louca no Mundo; Como Matar Sua Esposa e Esses Homens Maravilhosos e Suas Máquinas Voadoras.
Era conhecido nas telas do cinema e da TV, pelo seu cômico e célebre sorriso limpa-trilho (falha no meio dos dentes) que o tornou famoso.

## Filmografia
- The Green Man (1956)
- Private's Progress (1956)...Major Hitchcock
- Lucky Jim (1957)
- Brothers in Law (1957)
- The Naked Truth (1957)...Lord Mayley
- Blue Murder at St Trinian's (1957)...Capitão Romney Carlton-Ricketts
- Tom Thumb (1958)...Ivan
- I'm All Right Jack (1959) repete o papel de Major Hitchcock
- Carlton-Browne of the F.O. (1959)
- Too Many Crooks (1959)...Billy Gordon
- Make Mine Mink 1960...Major Albert Rayne
- His and Hers  {1960)...Reggie Blake
- School for Scoundrels (1960)
- O Mundo Maravilhoso dos Irmãos Grimm (1962)
- Operation Snatch (1962)...Tenente 'Piggy' Wigg
- It's a Mad, Mad, Mad, Mad World (1963)...Ten.Coronel Algernon Hawthorne
- The Mouse on the Moon (1963)...Spender
- How to Murder Your Wife (1965)...Charles
- Those Magnificent Men in Their Flying Machines (1965)... Sir Percy Ware-Armitage
- Our Man in Marrakesh (1966)...El Caid
- La grande vadrouille (1966)...Sir Reginald
- Munster, Go Home   (1966)...Primo Freddy
- Se Tutte le Donne del Mondo (If All the Women in the World ou Kiss the Girls and Make Them Die) (1966)
- Jules Verne's Rocket to the Moon (1967)...Capitão Sir Harry Washington-Smythe
- Arabella (1967)
- How_to_Kill_400_Duponts(1967)...Police Commissioner Green
- Don't Raise the Bridge, Lower the River (1968)
- Diabolik (1968)...Ministro das Finanças
- How Sweet It Is! (1968)
- Where Were You When the Lights Went Out?
- Monte Carlo or Bust (1969)...Sir Cuthbert Ware-Armitage, filho de Sir Percy de Those Magnificent Men in Their Flying Machines
- The Abominable Dr. Phibes (1971)
- Dr. Phibes Rises Again (1972)
- Robin Hood (1973), voz de Sir Hiss (que tem uma falha nos dentes similar a do ator)
- The Vault of Horror (1973)...Critchit
- Side by Side (1975)...Max Nugget
- Spanish Fly (1976)...Sir Percy De Courcy
- The Bawdy Adventures of Tom Jones (1976)
- The Last Remake of Beau Geste (1977)
- The Hound of the Baskervilles (1978)